# Shorea faguetiana
A Shorea faguetiana a dipterokarpuszfélék (Dipterocarpaceae) családjába tartozó Shorea növénynemzetség egyik faja, képviselői fák. A Természetvédelmi Világszövetség (IUCN) vörös listája szerint veszélyeztetett faj.

## Elterjedése, élőhelye
A trópusi Ázsián belül Borneó szigetén, a Maláj-félszigeten és Thaiföldön őshonos, kedveli a hegyhátak, dombos vidékek jó vízelvezetésű talajait.

## Érdekességek
Kifejlett példányai a legmagasabbra növő trópusi zárvatermő fák. 2016 júniusában közölték a hírt, hogy az addigi rekorder 88,3 m magas példánynál találtak magasabbat, egy 89,5 méteres példányt. Mindkét fa Borneó szigetének malajziai részén él: a korábbi csúcstartó a Tawau Hills Nemzeti Park, a jelenlegi a Maliau Basin Conservation Area esőerdőjében.
A Minecraft videójátékban termeszthető fafaj.